# Sebastiano del Piombo
Sebastiano del Piombo (született Sebastiano Luciani, de neve előfordul Sebastiano Veneziano, Viniziani, ill. Sebastianus Venetus alakokban is) (Velence, 1485 k. – Róma, 1547. június 21.) olasz festő, a cinquecento, az érett reneszánsz egyik mestere, Giorgione, Raffaello és Michelangelo követője, barátja; később pápai pecsétőrző. Az 1510-es és 1520-as évek vezető római művésze volt, akinek művészete nagy hatással volt az őt követő festőnemzedékekre.

## Élete

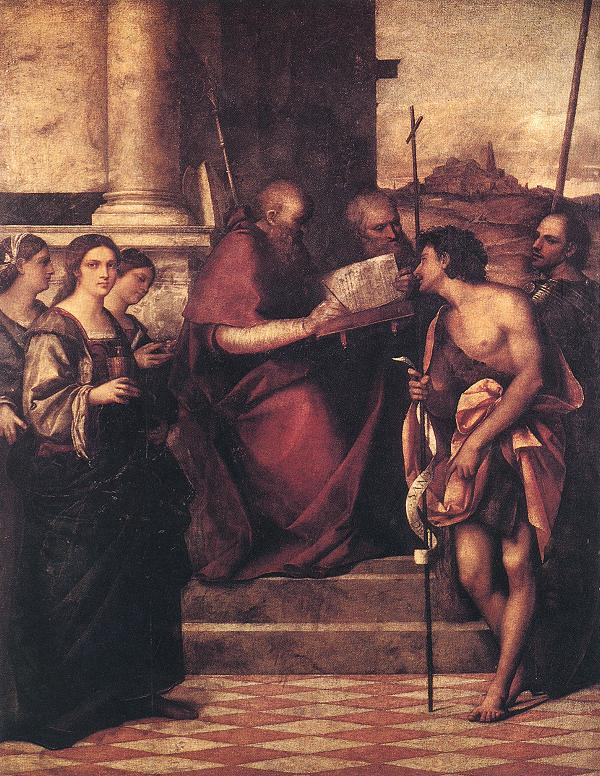
Az Aranyszájú Szent János-templom oltárképe (Velence)

### Ifjúkora, 1485–1511
Sebastiano ifjúkoráról kevés forrás áll rendelkezésre. Születési dátumát is csak hozzávetőlegesen ismerjük: Vasari szerint 62 évesen halt meg, eszerint 1485-ben született. Édesapját Sebastiano Lucianinak hívták. Vasari közlése szerint eleinte fuvolázni tanult, ami arra utal, hogy ellentétben számos reneszánsz kori festővel, nem volt hagyomány a családban a festés. A zene iránti szeretetét élete későbbi részében is megőrizte. Csak viszonylag későn, 18–19 éves korában kezdett festeni. (A festőtanoncok akkoriban általában már gyermekkoruktól kezdve a műhelyben voltak, hogy a festés alapjait, a rajzolást, színek keverését megtanulják.) Első mestere az ekkor már idős Giovanni Bellini volt, majd Giorgione műhelyében tanult. Korai művészete e két mester szellemiségét, hatását mutatja. Míg Bellinitől a festés alapjait leshette el, Giorgione műhelyébe kerülve már önálló felfogásról tett tanúságot. 1508 körül készültek első ismert önálló művei: Adonisz, Lány képmása. 1510 körül készült képein egyfajta klasszicizálódás tendenciája figyelhető meg (Salomé; Bölcs Szűz). Ekkor már nagyobb megbízásokat is kapott (az Aranyszájú Szent János-templom oltárképe). Az 1510-es pestisjárványban Giorgione meghalt, Sebastiano elkerült a műhelyből. Giorgione megrendeléseit a műhely másik fiatal tanonca, Tiziano fejezte be.

### Római évei 1511–1520
1511-ben Agostino Chigi sienai-római bankár hívására Rómába ment, itt élt élete végéig néhány évet leszámítva. Főként portrékat festett, amelyek az egykorú híradások szerint igen drágák voltak. Rómában a ma Villa Farnesina néven ismert Chigi-villa freskómunkálatai közben Raffaellóval került kapcsolatba. Kettejük közt bizonytalan indítékú személyes összeütközésre került sor, amelyben szerepet játszott kb. 1515-től Michelangelo is, aki Raffaellót nem sokra becsülte, Sebastiano rajzait kezdte korrigálni, és legszűkebb baráti körébe is befogadta. Ebben szerepe volt annak is, hogy Michelangelo Sebastianón keresztül ki akarta Raffaellót játszani a pápai udvarban. E célból még azt is megengedte Piombónak, hogy rajzait közvetlen felhasználhassa nagyobb, több alakos kompozícióknál, így a Lázár feltámasztása című képen, amelyet Giulio de’ Medici bíboros rendelt meg a narbonne-i székesegyházba egyidejűleg Raffaello Krisztus színeváltozása kompozíciójával. A két festmény versenyhelyzetben készült, de ellentétben a korábbi feltételezésekkel, mindkettőt oltárképnek szánták, s nem a verseny győztesének műve került volna az oltárra. Raffaello 1520-ban bekövetkezett halála miatt nem tudta megakadályozni, hogy a két képet egymás mellett helyezzék el.

### Róma, 1520–1527; 1530–1547
Raffaello halála után Róma első számú festője Sebastiano lett. 1523-ban a korábbi Medici bíborosból VII. Kelemen pápa lett, aki további megbízásokat adott neki. Róma a művészetek európai fővárosává vált, ennek a virágzásnak azonban vége lett 1527-ben, amikor V. Károly császári seregei kifosztották Rómát (ún. Sacco di Roma). Sebastiano szülővárosába menekült, és csak 1530-ban tért vissza az Örök városba. Az itt töltött évek alatt ismét felvette a kapcsolatot Tizianóval, megrendeléseket kapott, és több utazást is tett, például Mantovába és Orvietóba, előbbi városban a Gonzagáknak dolgozott.
1531 őszén megkapta a pápai pecsétőri tisztséget, ami jelentős jövedelemhez juttatta. A cím megkövetelte, hogy szerzetessé legyen, pedig felesége és két fia is volt. Tisztsége nemcsak életvitelét alakította át, utónevét is erről kapta (piombo – olaszul ólom, utalás a pecsét anyagára.) Ettől kezdve egyre kevesebbet festett, ami tisztségével járó feladatköreinek tudható be. 1539 után már nem készült el új alkotással. Jelentős szerepet játszott továbbá abban a körben, ami Vittoria Colonna körül alakult, és a katolikus hit megújítására törekedett. Olyan személyiségekkel került itt kapcsolatba, mint az angol Reginald Pole kardinális és Giulia Gonzaga.
1535 körül barátsága megszakadt Michelangelóval, Vasari szerint azért, mert az Utolsó ítélethez a Sixtus-kápolnában Sebastiano rosszul készítette elő a falfelületet.
1547. június 21-én halt meg, hatvankét évesen. A Santa Maria Maggiore-bazilikában temették el, majd 1561-ben maradványait átszállították az Accademia di San Luccába. Végrendeletében a lehető legegyszerűbb temetést rendelte meg, vagyonát szétosztatta a szegények között.

### „A tunya zseni”
A Sebastianóról alkotott kép – az 1531-es pecsétőri kinevezés után jómódban eltunyult festő képe – Vasari írásain alapszik, aki így idézi Sebastianót: „Most, hogy megvan a módom a jó élethez, semmit sem akarok csinálni, hisz manapság olyan tehetségek vannak a világon, akik két hónap alatt megcsinálják azt, amin én két évig szoktam dolgozni; s azt hiszem, ha sokáig élek – amiből aligha lesz valami –, még megérem, hogy minden fellelhetőt lefestenek; mivel pedig az ilyen igyekvő emberek nagyon sokat dolgoznak, rendjén van, hogy olyan is legyen, aki nem csinál semmit, mert akkor nekik legalább még több a teendőjük.” (Zsámboki Zoltán fordítása)
Benvenuto Cellini önéletleírása ezt a képet erősíti meg: Sebastiano ebben az írásban éppen pecsétőri kinevezése alkalmával szerepel. VII. Kelemen pápa Cellini szövegében Cellininek kínálta volna fel elsőként a pecsétőri állást, Cellini így idézi a pápa szavait: „A pecsétőrség több mint évi nyolcszáz scudo fizetést jelent; ha én ezt most neked adom, más gondod sem lenne, mint a hasadat vakarni, s gyönyörű művészeted, amit az ujjaidban hordasz, elsenyvedne, én meg nagy szégyenben maradnék.„ Önéletírásában Cellini erre így válaszol: „A jóltartott macskák kövéren is jobban madarásznak, mint az éhesek.” Ezt követően a pápa Bartolomeo Valori úrral üzente Cellininek: „Ha kegyelmed összetalálkozik Benvenutóval, mondja meg a nevemben, hogy Bastiano [Sebastiano beceneve] neki köszönheti, hogy megkapta az állást.”
Sem Vasari, sem Cellini állításait nem lehet leellenőrizni, s noha egybehangzónak tűnnek, Sebastiano személyére nem következtethetünk belőlük. Radnóti Sándor feltételezte, hogy Vasari Sebastianóról mint tunya zseniről kíván szólni, aki a Vasari írásában a legkiemeltebb szerepet betöltő Michelangelóval összetűzésbe került. (Ez a művészet legtökéletesebb kifejlődését Michelangelo művészetében látó Vasari szemében megbocsáthatatlan volt.) Mindezekhez hozzá kell azt is tenni, hogy pecsétőri tisztsége következtében a pápa állandó kíséretéhez tartozott. A reformáció hatására felfordult Európa politikai ügyeiben így személyesen érintett volt, egyáltalán nem biztos, hogy volt ideje ecsettel bíbelődni.

## Művészete

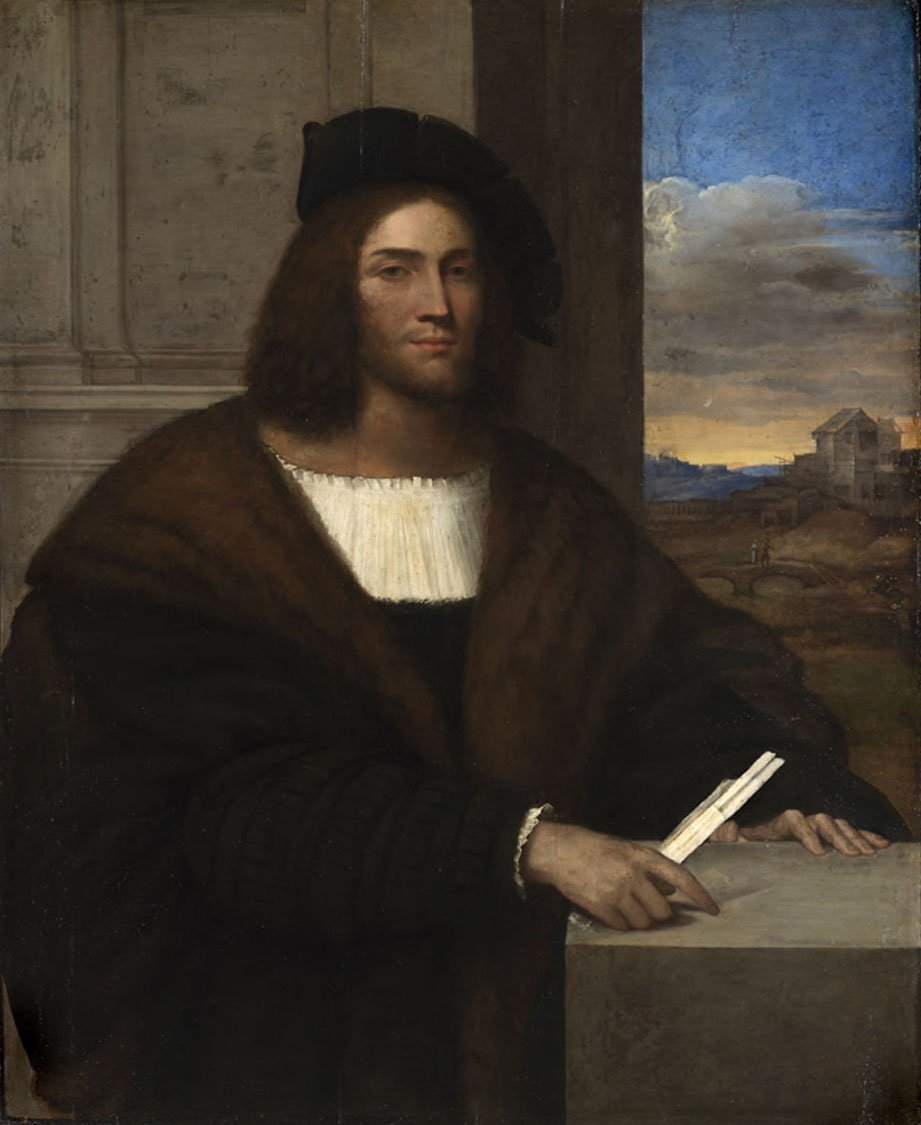
Férfiképmás (Bp., Szépművészeti Múzeum)

Művészetét hosszú időn keresztül nem értékelték önállónak. Giovanni Morelli az első eklektikus művésznek tartotta, aki Giorgione, Raffaello és Michelangelo művészetét kombinálta, a 2008-ban megrendezett életműkiállítások (Róma, Palazzo Venezia és Berlin, Gemäldgalerie) azonban bizonyították, hogy Sebastiano művészete, ha nagyban támaszkodik is Michelangelo hatására és Giorgione örökségére, voltaképp önálló, sőt, ő hatott Raffaellóra, nem fordítva. Művészetét már Vasari is főképp azért méltatta, mert Tiziano mellett ő folytatta Giorgione örökségét. Római korszakáról szólva pedig azt emelik ki, hogy a firenzei rajzolást házasította össze a velencei kolorizmussal.

### Korai velencei időszaka (1511-ig)
Művészetét kezdetben a giorgionizmus határozta meg; nem meglepő, hogy Sebastiano műveit Giorgionénak tulajdonították, mint az Aranyszájú Szent János-templom oltárképét, a Kingston Lacy kastélyban őrzött Salamon ítéletét. Már korai velencei éveiben megmutatkozott nála az az innováció, ami majd Rómában fog kiteljesedni, és aminek a korabeli Velencében nem volt párja, a hűvösebb, klasszicisztikusabb hangvétel, amelyet éles kontúrok és kemény színek jellemeznek. Festői fejlődésében azonban nem sok folyamatosság van. Egyik legelső művét, egy lány képmását, a budapesti Szépművészeti Múzeumban őrzik. Ezen még nem mutatkoznak a londoni Salomén és más, még Velencében festett nőalakokon látható jellegzetességek, a kerekded arc sokkal inkább hasonlít Giorgione műveire. Érdekesség, hogy ugyancsak Giorgione műhelyében tanult és dolgozott ekkortájt a fiatal Tiziano. Bernhardt Berenson művészettörténész egy Texasban található festményt úgy határozott meg mint aminek három alakja közül egyet Sebastiano, egyet Tiziano, egyet pedig Giorgione festett. Korábban Sebastianónak tulajdonították Giorgione talányos, ma Három filozófus címet viselő festményének hátterét is, erre azonban nincs egyértelmű bizonyíték.

### Római korszaka, 1511–1527

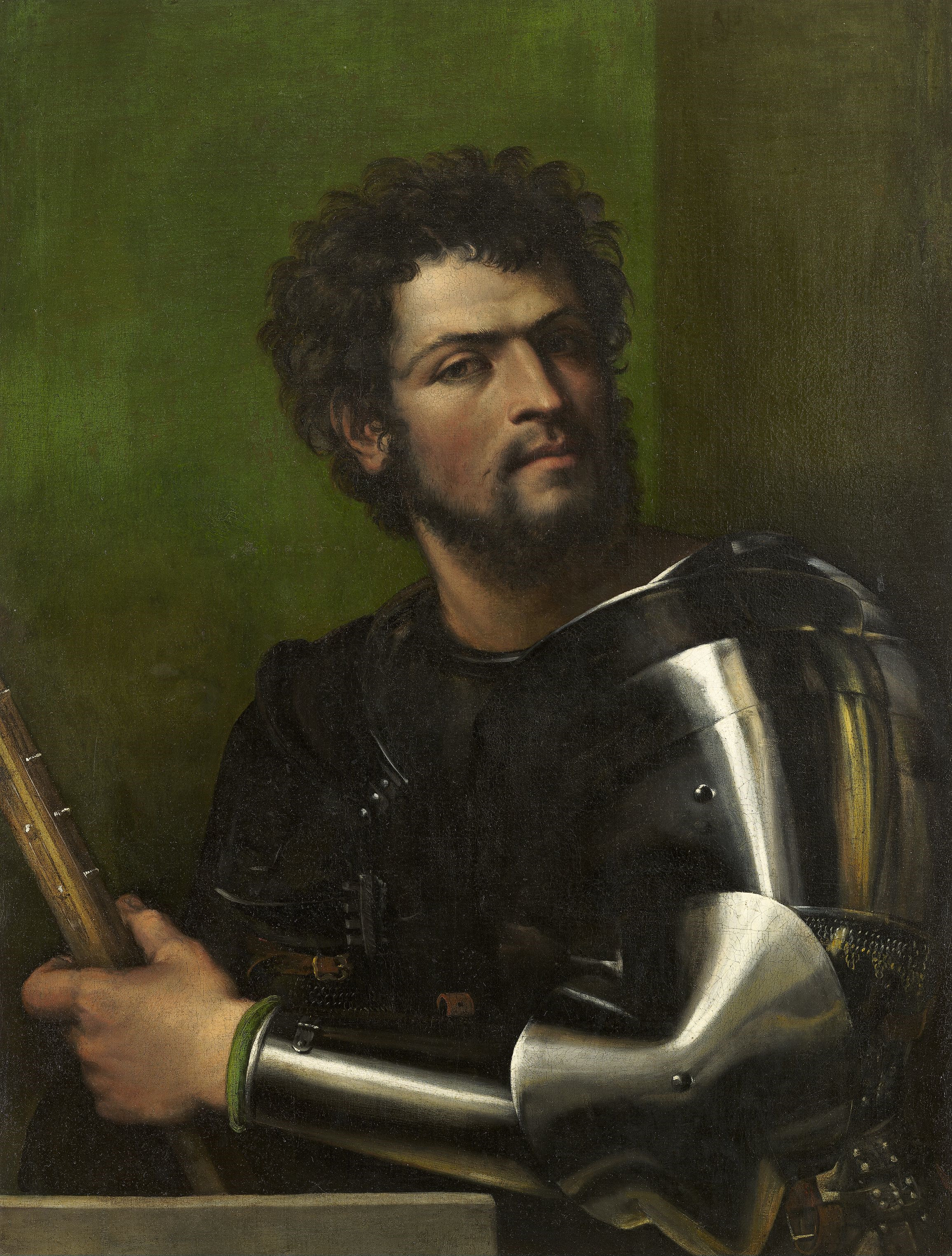
Páncélos férfi portréja (Washington D. C., National Gallery of Art)

Már Rómában, Agostino Chigi villájában készített freskói (mitológiai jelenetek lunettákban, és Polüphémosz) még velencei formák és színek jegyében készültek. Velencei volt a módszer is: Sebastiano nem használt kartont, szabad kézzel dolgozott a falfelületen, így egy hónap alatt elkészült a freskókkal. Nyolc lunettát díszített Ovidius Metamorphoses című művére támaszkodva: Ikarosz bukása; Téreusz, Prokné és Philoméla; Kekropsz lányai; Juno; Phaeton; Zephyr; Boreas elragadja Orithyát; Szkülla levágja Niszosz haját.
Rómában készült első olajképei giorgiónei jelleget mutatnak (Adonisz halála, Adonisz születése).
Rómában jelentősebb művei elsősorban portrék (Férfiképmás, Bp., Szépművészeti Múzeum; Dorotea, Berlin; Ferry Carondelet és titkára, Lugano stb.). 1516 körül került közvetlen kapcsolatba Michelangelóval. Az ő hatására fogalmazódott meg Sebastianóban a monumentalitásra való törekvés. Michelangelo, mint arról már korábban szó volt, korrigálta Sebastiano rajzait, és azt is megengedte, hogy ezeket felhasználja, beépítse saját képeibe. Ez a legszembetűnőbb két nagyméretű oltárképén, a Viterbói pietàn, (Viterbo, Museo Civico) és a Lázár feltámasztásán (London, National Gallery). A viterbói képen Mária alakja Michelangelo rajza után készült, csakúgy, mint a másik képen Lázáré. Sebastiano későbbi, főleg 19. századi megítélését az átvételek negatívan befolyásolták, elterelték a kérdést az eredetiségkultusz jegyében a valóban fontos részletekről, mint a viterbói kép halott Krisztus-alakja, amely a maga korában páratlanul hibátlan és idealizált testábrázolás; egyesül benne Giorgione, Raffaello és Michelangelo öröksége.
A húszas években előtérbe kerültek a vallási tárgyú festmények (Szent Ágota mártíromsága, Firenze, Uffizi), amelyeken új vonás az Andachtsbild-szerű, vallásos meditációra késztető mondanivaló. Ennek nem volt itáliai előképe, ez az ábrázolástípus, amely megköveteli a nézőtől a vallási elrévedést, az Alpoktól északra eső területek késő gótikus művészetében virágzott fel. A portrékkal a festő a cinquecento tízes éveinek hagyományait folytatta a húszas években is, legfeljebb színezésük váltott kicsit sötétebbre, az ábrázolt személy méltóságát ugyanúgy jelenítik meg.

### Kései művészete

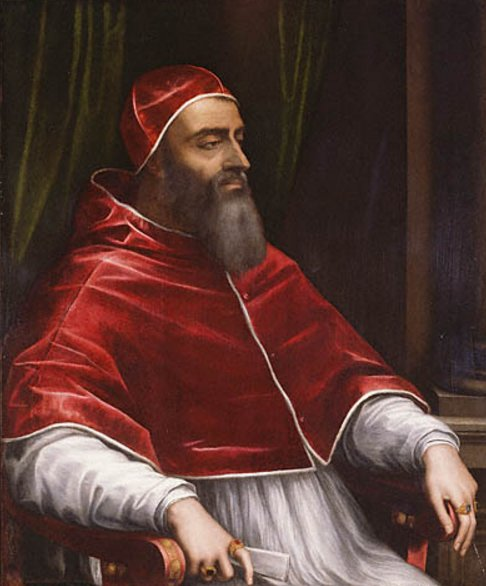
VII. Kelemen pápa portréja

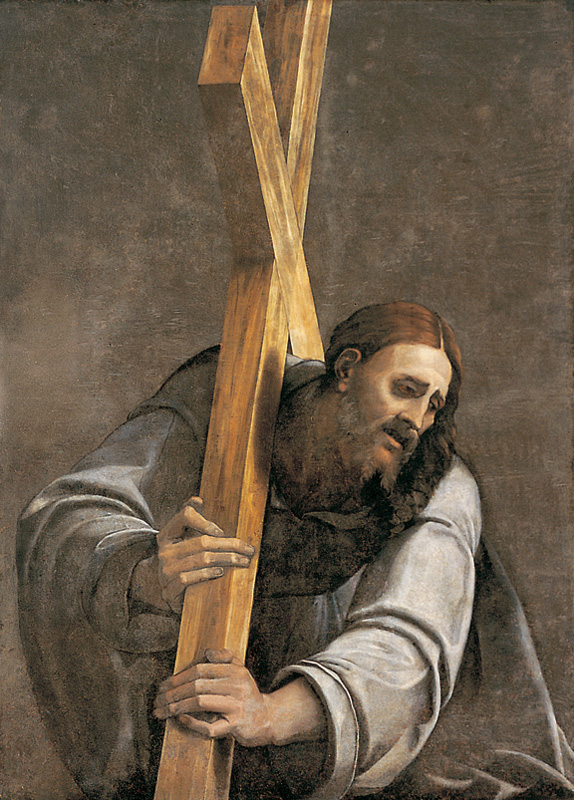
Keresztvivő Krisztus (Bp., Szépművészeti Múzeum)

1527, a Sacco di Roma időpontja töréspontot jelent Sebastiano művészetében. Szülővárosába távozott, de dolgozott a mantovai udvarnak is. Vallási témájú képei egyre komorabb, egyre sötétebb színekben játszanak, és egyre koncentráltabb figyelmet igényelnek a néző részéről, portréi azonban folyamatosan kapcsolódnak az előző évtizedek hagyományaihoz. Kelemen pápát visszatérése után szakállasan örökítette meg: a pápa a szakáll növesztésével azt kívánta jelezni, hogy gyászol Róma kirablása miatt, s miután 1534-ben meghalt (és üdvrivalgás közepette eltemették), az új pápa, III. Pál is igényt tartott Sebastiano szolgálataira, de őt már nem örökítette meg. (III. Pál Tizianóval festtette meg portréját.)
Az 1530-as években Sebastiano új technikával is kísérletezett. Speciális alapozót kevert ki, amely lehetővé tette, hogy ne csak fatáblára vagy vászonra, hanem jól előkészített kőtáblára, vagy akár falfelületre is lehessen olajjal festeni. Igaz, a kőre festési eljárást nem ő találta fel, de ő fejlesztette ki úgy, hogy az alkotás maradandó legyen, mivel a korai kőtáblára készült olajfestmények hamar pusztulni kezdtek. (Leonardo da Vinci milánói Utolsó vacsorája a leghíresebb ilyen balul elsült technikai kísérlet az 1500 körüli évekből.) Az 1530-as években több képe készült márványra vagy palára (Madonna del velo; Keresztvivő Krisztus, Bp., Szépművészeti Múzeum és Szentpétervár, Ermitázs). Utolsó festménye lehet a Szépművészeti Múzeumban lévő Keresztvivő Krisztus, amelyet 1540 körül fejezett be. Ezek a képek azonban nem pusztán a technikai kuriózumot jelentették; előadásmódjuk, felfogásuk és stílusuk volt sikerük igazi kulcsa. A budapesti Keresztvivőt az aquileai pátriárka rendelte, a szentpétervárit Ferrante Gongaza, a spanyol udvar követe, és több képét szállították elkészülés után Spanyolországba, ahol azok sikerét számos másolat bizonyítja.

### Rajzművészete
Rajzolói munkásságának megítélését nehezítette, hogy rajzstílusa nagyon közel került Michelangelóéhoz. Kettőjük rajzait nehéz elkülöníteni, már csak azért is, mert mint arról már volt szó, Sebastiano Michelangelo rajzait is felhasználta festményeinek elkészítéséhez. Ez ugyan a festmények értékéből nem von le, de Sebastiano rajzművészetének megítélést nehezebbé teszi.
Korai, de már Rómában készült rajzai kalligrafikusan vonalasak, szemben a később keletkezett, gondosan modellált kréta- és szénrajzokkal. Tusrajzot csak egyet ismerünk tőle, a Poluphémosz vázlatát. Hordozójuk többnyire papír, a vonalak szénnel, vörös, fekete vagy fehér krétával készültek. A rajzokat általában, egy-két feltehető kivételtől eltekintve nem szánta önálló műnek (mint például Michelangelo). Több karton, előkészítő tanulmány akad köztük (Polüphémoszhoz, a Chigi-kápolnához, a Keresztvivő Krisztusokhoz).
Annak ellenére, hogy rajzait csak római korszakaiból ismerünk, rajzstílusának gyökerei, mint művészetének egésze, velencei gyökerekre mennek vissza. Így előszeretettel rajzolt kék papírra, a rajzeszközök használatában pedig élete végéig megmaradt olyan kompozíciós megoldásoknál, amelyek az észak-itáliai művészetben voltak szokásosak. Sebastiano az alakokat nem tömegként, hanem felületként láttatta, gyakran a tónusozást fehér fedőfestékkel hangsúlyozta. Akkor is egyes figurákban gondolkodott, amikor figuracsoportokat ábrázolt: a csoport alakjait nem egymáshoz viszonyítva rajzolta meg, hanem egyes alakokat rendelt egymás mellé. Mindezek a jellegzetességek a rajzok nyomán készült festményeken is feltűnnek.

## Fontosabb művei

### Táblaképek és falfestmények

#### Velencében, 1511 előtt készült képek
- Adonisz születése, hátoldalán Adonisz halála, olaj-tábla, 40 × 48,5 cm, La Spezia, Museo Civico Amedeo Lia
- Fiatal lány képmása, o. tábla, 52,2 × 42,8 cm, Budapest, Szépművészeti Múzeum
- Idill (Fiatal anya és páncélos férfi fás tájban), o. tábla, 46 × 44 cm, magángyűjtemény
- Szent beszélgetés, o. tábla, 66 × 101 cm, New York, Metropolitan Museum of Arts
- Ceres, o. tábla, vászonra átrakva, 74,5 × 45,5 cm, Berlin, Staatliche Museen, Gemäldgalerie
- Salamon ítélete, o. v. 208 × 315 cm, Kingston Lacy (Dorset), Bankes Collection, National Trust
- Aranyszájú Szent János szentekkel, olaj, vászon, 200 × 165 cm, Velence, Aranyszájú Szent János templom
- Hármas portré (Giorgionével és Tizianóval közösen), o. v. 84 × 69 cm, Detroit, The Detroit Institute of Arts
- Fuvolás ifjú, o. v. táblára ragasztva, 51,6 × 40,3 cm, Wilton House, Lord Pembroke Collection
- Szent Bertalan, Szent Sebestyén, Toulouse-i Szent Lajos, Szent Szinibáld (a velencei San Bartolomeo di Rialto templom orgonájának képei), o. v., egyenként 293 × 137 cm, Velence, San Bartolomeo di Rialto
- Szent beszélgetés (Szent Család Alexandriai Szent Katalinnal, Szent Bertalannal és a donátorral), o. tábla, vászonra átvéve, 95 × 136 cm (később toldásokkal 127 × 145 cm), Párizs, Louvre
- Salomé (vagy Judit), o. tábla, 55 × 44,5 cm, London, National Gallery
- Portré fiatal lányról Bölcs Szűzként, o. tábla, 53,4 × 64,2 cm, Washington, National Gallery of Arts
- Férfi képmása szőrmekabátban (korábban Giorgionénak tulajdonítva), o. tábla, 69,5 × 52,8 cm, München, Alte Pinakothek

#### Rómában, 1511 után készült képek
- A pásztorok imádása, olaj, tábla, vászonra átvéve, 124,2 × 161,3 cm, Cambridge, Fitzwilliam Museum
- A Villa Chigi (később Villa Farnesina) lunettaképei; Polüphémosz (Raffaello Galatea-képe mellett), freskók
- Adonisz halála, o. vászon (a továbbiakban: v.), 189 × 285,5 cm, Firenze, Uffizi
- Ferry Carondelet kardinális és két titkára portréja, 112,5 × 87 cm, Madrid, Fundación Collección Thyssen-Bornemisza
- Hegedűs arcképe, o. tábla, 68 × 53 cm, korábban a párizsi Rothschild-gyűjteményben
- Fiatal szakállas férfi képmása, o. tábla, 36,5 × 25,9 cm, Austin (Texas), University of Texas
- Női portré (ún. Fornarina), o. tábla, 68 × 55 cm, Firenze, Uffizi
- Női portré (ún. Dorothea/Dorottya), 78 × 61 cm, Berlin, Staatliche Museen, Gemäldgalerie
- Páncélos férfi portréja, o. v. 87,5 × 66,5 cm, Hartford (Connecticut), Wadsworth Atheneum Museum of Arts
- Keresztvivő Krisztus, o. v., 121 × 100 cm, Madrid, Prado
- Madonna és gyermek Jézus, o. tábla, 68,2 cm átmérőjű tondó, Cambridge, Fitzwilliam Museum
- Férfiképmás, 115 × 94 cm, Budapest, Szépművészeti Múzeum
- Bíboros képmása, o. vászonra átvíve, 88 × 69 cm, Dublin, National Gallery of Ireland
- Szent Család tájjal és két angyallal, 249 × 167 cm, a burgosi katedrálisban
- Szent Család donátorral,
- Lázár feltámasztása, 1517–1519 k., London, National Gallery

```

```

- Női képmás, 1540 k., o. v. London, National Gallery
- Női képmás Szent Ágota attribútumaival, London, National Gallery

### Rajzok
- Vázlat a Plüphémoszhoz, toll és tinta papíron, 122 × 128 mm. Palais des Beaux-Arts de Lille
- Tanulmányok. Recto: Vénus és egy alvó figura. Verso: pihenő Hercules és más vázlatok. Fekete kréta, vörös kréta, fehér kréta, 275 × 425 mm. Milánó, Bibliotheca Ambrosiana
- Tanulmány a Keresztvivő Krisztushoz, fekete kréta, papír, 169 × 120 mm. London, magángyűjtemény
- Fiatal férfi feje (feltehetően tanulmány egy Salvator Mundi-ábrázoláshoz), fekete kréta, 266 × 184 mm. Firenze: Uffizi
- Tanulmány a halott Krisztushoz, fekete és fehér kréta kék papíron, 215 × 316 mm. Milano: Bibliotheca Ambrosiana
- Előkészítő tanulmány Szent Ferenc fejéhez és kezéhez a Borgherini-kápolnába, fekete kréta, papír, 172 × 122 mm. Firenze, Uffizi
- Tanulmány prófétához a Borgerini-kápolnába, fekete kréta, papír, 365 × 526 mm. Kromeritz: Schloss Museum
- Modello a Borgherini-kápolna bal oldali prófétájához, fekete kréta, 318 × 251 mm. Washington D.C.: National Gallery of Arts
- Modell Szent János alakjához a Borgherini-kápolnába, fekete kréta, fehér pigment, 237 × 444 mm. Derbyshire, Chatsworth: The Devonshire Collection
- Karton Szent János fejéhez, szén, fehér kréta, 320 × 318 mm. Los Angeles, The J. Paul Getty Museum
- Tanulmányok. Recto: tanulmány Szent János fejéhez a Borgherini-kápolnába, fekete kréta, fehér pigment. Verso: sétáló nő, fekete kréta, 380 × 247 mm. London: British Museum
- Tanulmány Márta alakjához a Lázár feltámasztása c. festményhez, fehér és fekete kréta, 282 ×227 mm, Frankfurt am Main: Städelsches Kunstinstitut
- Tanulmány (valószínűleg próféta alakja), fekete és fehér kréta, 356 × 256 mm, Moszkva, Puskin Múzeum
- Tanulmány Szent Ágota mártíromságához, fekete kréta kék papíron, 353 × 189 mm, Párizs, Musée du Louvre
- Antonio Salamanca portréja, fekete kréta, 225 × 164 mm, London: British Museum
- Modello a Mária mennybemeneteléhez, 475 × 333 mm, Amszterdam, Rijksmuseum
- Három figura, fekete kréta, 353 × 259 mm, Rotterdam: Museum Boijmans Van Beuningen
- Szent Család, fekete és fehér kréta, 210 × 148 mm, Párizs, Musée du Louvre
- Tanulmány a Burgosi Madonnához, fekete kréta, kék papír, 301 × 207 mm, Milano: Bibliotheca Ambrosiana
- Tanulmány a Burgosi Madonnához, fekete kréta, kék papír, 338 × 232 mm, Párizs: École Nationale Supérieure des Beaux-Artes
- Mária gyermekkel, fekete kréta, 255 × 187 mm, London, British Museum
- Háromnegyed alakos női portré, fekete kréta, 230 × 170 mm, Párizs, École Nationale Supéreure des Beaux-Artes
- Kompozíciós vázlat a Santa Maria del Popolo-templom Chigi-kápolnájának Mária születése képéhez, fekete kréta, tus, toll, Berlin: Kupferstichkabinet
- Atyaisten, fekete kréta, The Royal Collection, Windsor Castle, II. Erzsébet királynő gyűjteménye
- Tanulmány Szent Anna fejéhez, a Chigi-kápolna Mária születése képéhez, fekete kréta, 93 × 85 mm, Párizs, Musuée du Louvre
- Modello a Mária születése kompozícióhoz a Chigi-kápolnába, fekete kréta, 766 × 493 mm, árizs, Musée du Louvre
- Recto: Keresztvivő Krisztus, fekete kréta, fehér pigment. Verso: A Nap és a Hold teremtése, 237 × 180 mm, Párizs, Musée du Louvre
- A világosságot és a sötétsget elválasztó Atyaisten, fekete kréta, 308 × 224 mm, Párizs, Musée du Louvre
- Salvator Mundi, fekete kréta, 280 × 22 mm, Párizs, Louvre
- Az ülő VII. Kelemen pápa, fekete kréta, 334 × 223 mm, Párizs, Musée du Louvre
- Mária feje a Santa Maria della Pace-templom Vizitációjához, fekete kréta, kék papír, Párizs, Musée du Louvre
- Tanulmány a Santa Maria della Pace-templom Vizitáció festményéhez, fekete kréta, 376 × 232 mm, Párizs, Musée du Louvre
- Vázlat a Santa Maria della Pace-templom Vizitáció festményéhez, bal oldali nőalakok, fekete kréta, 328 x 159 mm, London, British Museum
- Tanulmány a Fátyolos Madonnához (Madonna del Velo), fekete kréta, kék papír, 92 × 84 mm, Oxford, Christ Church
- Recto: Gyermek Jézus és donátor, fekete kréta. Verso: Gyermek Jézus, 267 × 219 mm, The Royal Collection, Windsor Castle, II. Erzsébet angol királynő gyűjteménye
- Gyermek Jézus a kis Keresztelő Szent Jánossal, fekete kréta, 87 × 116 mm, New York, Metropolitan Művészeti Múzeum
- Recto: Köpönyeges, szakállas férfi. Verso: épületdíszítőelem részlete, ráírva Andrea del Sarto neve, fekete kréta, 200 × 155 mm, Houston, magángyűjtemény
- VII. Kelemen pápa és V. Károly találkozója, fekete kréta, 310 × 462 mm, London, British Museum
- Férfiportré, fekete kréta, 341 × 258 mm, London, British Museum

### Korábban neki tulajdonított művek
- Reginald Pole bíboros képmása (az Esterházy-gyűjteményből), Budapest, Szépművészeti Múzeum. Pulszky Károly derítette ki, hogy a szentpétervári Ermitázsban lévő festmény másolata, akkor kiemelték a kiállításból és azóta nem került közönség elé.
- Reginald Pole bíboros képmása, Szentpétervár, Ermitázs. Bár a legújabb szakirodalom nem tartja Sebastiano művének, az Ermitázsban ma is Sebastianónak attribuálva tekinthető meg.

## Hatása
Sebastiano kései művészete – Michelangelo ugyancsak ekkortájt készített műveivel együtt – megelőlegezte a később az ellenreformáció és a tridenti zsinat által meghatározott, művészetre vonatkozó szabályokat. E szabályok az elbeszélő részletek elhagyását írták elő, és azt szorgalmazták, hogy a művészet feladata hittételek illusztrálása legyen. Valóban, az 1540 körül festett budapesti Keresztvivő Krisztus a zsinat által meghatározott szabályok szerint festett barokk festménynek hat. Az itáliai barokk vallásos festészet kezdeményezőjére, Caravaggióra nagy hatással voltak Sebastiano művei.
Sebastiano expresszív kései művei különösen a spanyol művészetre voltak nagy hatással. Mindezt az 1995-ben Madridban megrendezett Sebastiano del Piombo e España című kiállítás mutatta be. A spanyol festők közül, akikre Sebastiano Spanyolországba került művei hatottak, ki kell emelni Juán de Juánezt és a portugál Manuel Dionist. Spanyolországban készült Piombo-másolat a Szépművészeti Múzeum gyűjteményében is található.

## Művészetének kutatása
Del Piombo művészete nem esett igazán a művészettörténeti kutatás fő érdeklődési vonalába, de minden reneszánszról szóló összefoglaló megemlíti a nevét legalább Michelangelo követőjeként vagy tanítványaként. Heinrich Wölfflin elismerően szólt arcképeiről a Klassische Kunst című művében. Fenyő Iván 1953-as tanulmányában azonban még mindig arról panaszkodott, hogy Sebastiano életműve nincs kellőképp feltárva. Csak Pallucchini, Luitpold Dussler és a Crowe–Cavalcaselle-páros foglalkozott részletesebben az életművel. A 19. századi műértők, köztük Giovanni Morelli, azok közé a festők közé sorolták, akik más, jelentősebb festők alkotásaiból azok erényeit összeválogatva eklektikus művészetet hoztak létre. Sebastiano az első eklektikus művész címkét kapta meg, művészetében Giovanni Bellini, Giorgione, Raffallo és Michelangelo hatását egyaránt észlelni vélték. 1900 körül egyre több művét azonosították, mivel addig számos Piombo-képről hitték azt, hogy Raffaello műve, így a Budapesten lévő Férfiképmásról, amelyről a későbbiekben még lesz szó. Raffaello sokat átvett Sebastianótól, akárcsak korábban Leonardótól és Michelangelótól, így a velencei kolorizmust és portrébeállításokat. Voltaképp nem Sebastiano volt eklektikus, hanem Raffaello, viszont az eklektikus jelző a reneszánsz korra értve valójában inadekvát. A jelző használata viszont teljesen érthető a 19. század második felében: az általános művészetfelfogás az akadémikus és historizáló szemléletben azokat a festőket tüntette ki, akik a régi mesterek erényeit (pl. Tizianótól a színeket, Raffaellótól a kompozíció kecsességét, stb.) vették át.
Sebastiano művészetének kutatása a nyolcvanas évektől áll az érdeklődés központjában: Michael Hirst monográfiát írt róla, Mauro Lucco és Carlo Volpe összeállította az életműkatalógust. 2008-ban Rómában (Palazzo Venezia) és Berlinben (Gemäldgalerie) megrendezték Sebastiano első gyűjteményes kiállítását, amely azt a célt hivatott elérni, hogy Sebastianót az első élvonalbeli mesterek közé sorolják ezután. A 2017-ben a londoni National Galleryben nyílt, Michelangelo & Sebastiano c. kiállítás már ebben a felfogásban mutatta be a két művész barátságát a festményeiken, grafikáikon és leveleiken keresztül.

### Sebastiano Magyarországon lévő műveinek kutatása
Sebastianót a magyar szakirodalom kezdetben nem hanyagolta el, különösen, hogy a Szépművészeti Múzeumban lévő Férfiképmás a reneszánsz portrék élvonalába tartozik. Az 1940-ben kiadott A Szépművészetek Könyvében Gombosi György több oldalon keresztül foglalkozik Sebastiano művészetével, míg a hasonló karakterű Andrea del Sartónak csak egy bekezdést szentel. Fenyő Iván 1952-53-ban foglalkozott a Keresztvivő Krisztussal, Garas Klára pedig a Férfiképmással, ám ezután az 1980-as évekig nem irányult a három budapesti műre tudományos figyelem. Ekkor Tátrai Lajos, felismerve a Keresztvivő Krisztus jelentőségét, a Szépművészeti Múzeum jelentős műtárgyai közé avatta a művet. A Keresztvivő Krisztusról azonban azóta nem jelent meg magyar nyelvű publikáció egy 2000-ben írt szakdolgozatot leszámítva.
A Lány képmása, amely szintén a Szépművészeti Múzeumban tulajdona, a 19. században került Magyarországra, Ráth György műgyűjtő vásárolta Bécsben. Az 1904-ben alakult Ráth György Múzeumban volt 1953-ig, amikor a múzeum gyűjteményét szétosztották különböző szakmúzeumokba (az iparművészeti anyag az Iparművészeti Múzeumba, a festmények a Szépművészeti Múzeumba kerültek). A múzeum több kiállításra kölcsönözte (Moszkva, Japán, Kanada, London).
A jelenleg is fő helyen álló Férfiképmás 1895-ben került Magyarországra, Pulszky Károlynak köszönhetően, aki az Országos Képtár részére vásárolta, amely a Szépművészeti Múzeum jogelődje volt. A vásárlás körülményei azonban gyanúsak voltak, Pulszkyt politikai szándékkal megtámadták. A koholt vádak között szerepelt az is, hogy Pulszky egy hamis Raffaello-képet vásárolt akkora összegből, amennyiből három bérpalotát is fel lehetett volna építeni. (Kezdetben a festményt ugyanis Raffaello művének tartották, és Pulszky idejében derült ki róla, hogy Sebastianóé. Az utolsó, aki megkísérelte visszatulajdonítani Raffaellónak, Garas Klára volt, 1952-ben.) Pulszky idegösszeomlást kapott, végül Ausztráliába emigrált, ahol néhány évvel később öngyilkosságot követett el.
A Pulszky tiszteletére 1988-ban rendezett kiállítás nemcsak őt rehabilitálta, hanem Sebastiano művészetére is ráirányította a figyelmet. A Férfiképmás azóta szerepel rendszeresen a Szépművészeti Múzeum reneszánsszal foglalkozó időszaki kiállításain („Te évszázadok kegyence” – A festők és Velence, 1996; Botticellitől Tizianóig, 2009).
Érdekesség, hogy a Szépművészeti Múzeum több olyan festményt is őriz, amely Sebastiano művéről készült másolat. A 16. század spanyol festészetét bemutató kiállítóteremben látható az Ubedai Pietà egy ismeretlen sevillai mester által készített másolata, amely a múzeum tulajdonába 1994-ben került. A képet korábban a mosdósi plébániatemplomban őrizték. A másik Piombo-másolat a Kolumbusz-portré másolata, amely a keszthelyi Festetich-kastélyból került a múzeumba. Egy harmadik Piombo-másolat, amely az Esterházy-képtárból származik, az Ermitázsban őrzött bíborosportré másolata, ezt a művet azonban az 1980-as években Mauro Lucco olasz művészettörténész kivette Sebastiano műveinek listájáról. Ez a kép korábban az Országos Képtárban ki is volt állítva, de miután Pulszky Károly kiderítette, hogy másolat, bevonták a kiállításról.

## Alakja más művekben

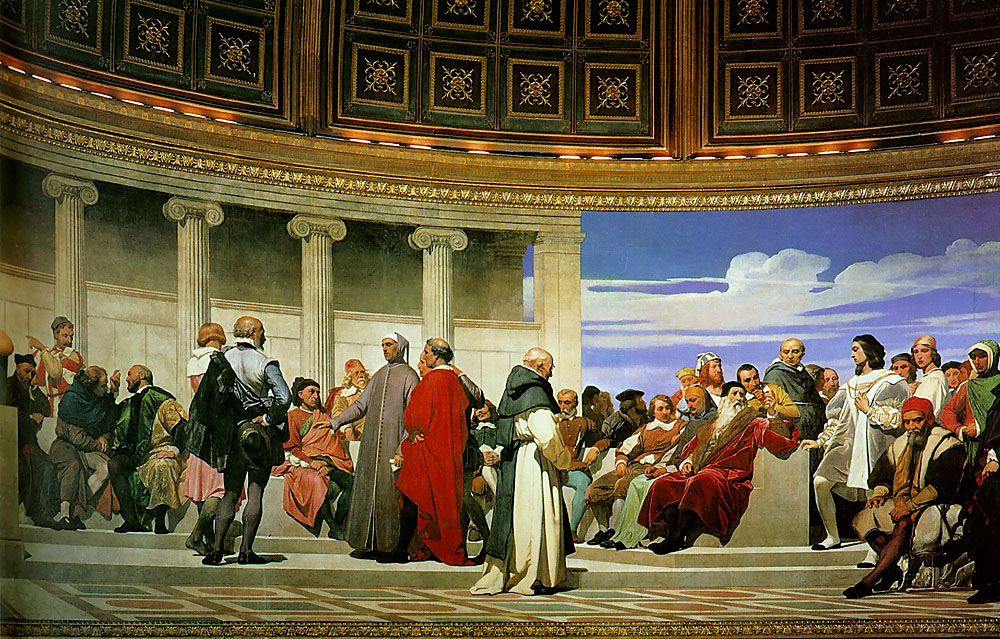
Delaroche freskója (részlet). Piombo Dürer jól felismerhető félprofilja mögött, balra látható

Sebastiano nem festett önarcképet, más sem festett róla portrét, arcvonásait a Vasari életrajzait illusztráló fametszet alapján ismerjük, amely nem sokkal Sebastiano halála után készült. Ez a képi forrása annak a néhány művészettörténeti tárgyú allegorikus festménynek, amely Piombót a legnagyobb festők között szerepelteti, így például Paul Delaroche freskóján, amely a párizsi École des Beaux-Arts dísztermében látható. Az 1841-ben készült festmény az ókortól a 17. század végéig élt 70 legnagyobb művészt ábrázolja.
Sebastiano mellékszereplőként számos, Raffaello vagy Michelangelo életét feldolgozó művészregényben szerepel mellékalakként. Így például Irving Stone Michelangelo című regényében. Részben Stone regényének hatására keletkezett Passuth László: Aranyködben fáznak az istenek című regénye, amely Raffaello és Agostino Chigi életregénye. Sebastiano ebben a regényben is megjelenik, Raffaello irigy vetélytársaként.
A budapesti Szépművészeti Múzeumba került Férfiképmás ihlette Berend Miklósné A Piombo-kép című regényét, amely Pulszky Károly történetét dolgozza föl. A regény elsősorban a női közönség számára íródott, a regényíráshoz a szerző felhasználta a művészettörténeti szakirodalom eredményeit, például Morellit véleményét Sebastiano eklekticizmusáról.

## Ajánlott források
- Garas Klára: Olasz reneszánsz portrék, Bp., 1965. (bővített kiadás: 1981)
- Sebastiano Luciani – La Piedad – Fundación Casa Ducal de Medinaceli Archiválva 2016. március 4-i dátummal a Wayback Machine-ben
- The first monographic exhibition of Sebastiano del Piombo – Palazzo Venezia, Rome (Italy) – from 7th february to 18th may 2008 Archiválva 2020. december 4-i dátummal a Wayback Machine-ben
- Giorgio Vasari: Das Leben des Sebastiano del Piombo. Edition Giorgio Vasari Band 5. In der neuen Übersetzung von Victoria Lorini. Hrsg. von Alessandro Nova. Bearb. von Christina Irlenbusch. 96 Seiten mit vielen z. T. farbigen Abb. Verlag Klaus Wagenbach, Berlin 2004, ISBN 978-3-8031-5024-0
- Kia Vahland: Sebastiano del Piombo. Ein Venezianer in Rom. Hatje Cantz Verlag, Ostfildern, 2008. ISBN 978-3-7757-2144-8.
- Claudio Strinati und Bernd W. Lindemann (Hrsg): Sebastiano del Piombo 1485 + 1547 Federico Motta Editore, 2008, 383 Seiten mit zahlreichen Abbildungen ISBN 978-3-88609-623-7
- Kunst: Ein Vergessener tritt ins Licht. Zeit.de, 2008. június 30. (Hozzáférés: 2010. december 25.)
- Roderick Conway Morris: Sebastiano del Piombo: Giving a masterful portraitist his due, in: The New York Times, 2008. március 14.
- mondomostre.it[halott link]